# Lamprosema aurantifascialis
Lamprosema aurantifascialis là một loài bướm đêm trong họ Crambidae.